# No añoro mi juventud
No añoro mi juventud (わが青春に悔なし Waga Seishun ni Kuinashi?) es una película dramática japonesa de 1946 escrita y dirigida por Akira Kurosawa. Está basada en el incidente Takigawa de 1933, y se considera una «película de democratización» por excelencia, ya que aborda varios temas asociados con la política social durante la temprana ocupación de Japón.
La película está protagonizada por Setsuko Hara, Susumu Fujita, Takashi Shimura y Denjirō Ōkōchi. El personaje de Fujita está inspirado en el personaje real de Hotsumi Ozaki, quien ayudó al famoso espía soviético Richard Sorge y se convirtió en el único ciudadano japonés en sufrir la pena de muerte por traición durante la Segunda Guerra Mundial. La película es en blanco y negro y tiene una duración de 110 minutos.

## Sinopsis
En 1933, fue arrestado un estudiante antimilitarista, Ryukichi Noge, que hacía campaña contra la persecución de los profesores liberales. Después de pasar cuatro años en prisión, fue puesto en libertad bajo condiciones. Parece haberse calmado y parte hacia China, donde hace campaña por la paz. De regreso a Tokio, encuentra a Yukie, la hija de uno de los profesores liberales, luego despedida de su puesto en la Universidad de Kioto. Se casaron, pero Noge fue arrestado en 1941. Tratado como espía, fue torturado hasta la muerte. Yukie elige ir a vivir al campo con los padres de su difunto marido, quienes son tratados por los demás aldeanos como los padres de un traidor. Al final de la guerra se les hace justicia y Yukie decide seguir viviendo con sus suegros.

## Reparto
- Setsuko Hara como Yukie Yagihara
- Susumu Fujita como Ryukichi Noge
- Denjirō Ōkōchi como el profesor Yagihara
- Haruko Sugimura como la Sra. Noge
- Eiko Miyoshi como la Sra. Yagihara
- Kokuten Kōdō como el Sr. Noge
- Akitake Kōno como Itokawa
- Takashi Shimura como el comisario de policía Dokui
- Taizō Fukami como el ministro de educación
- Masao Shimizu como el profesor Hakozaki
- Haruo Tanaka como un estudiante
- Kazu Hikari como el detective
- Hisako Hara como la madre de Itokawa
- Shin Takemura como el fiscal
- Chieko Nakakita como la señora
- Fusako Fujima como la señora mayor

## Antecedentes

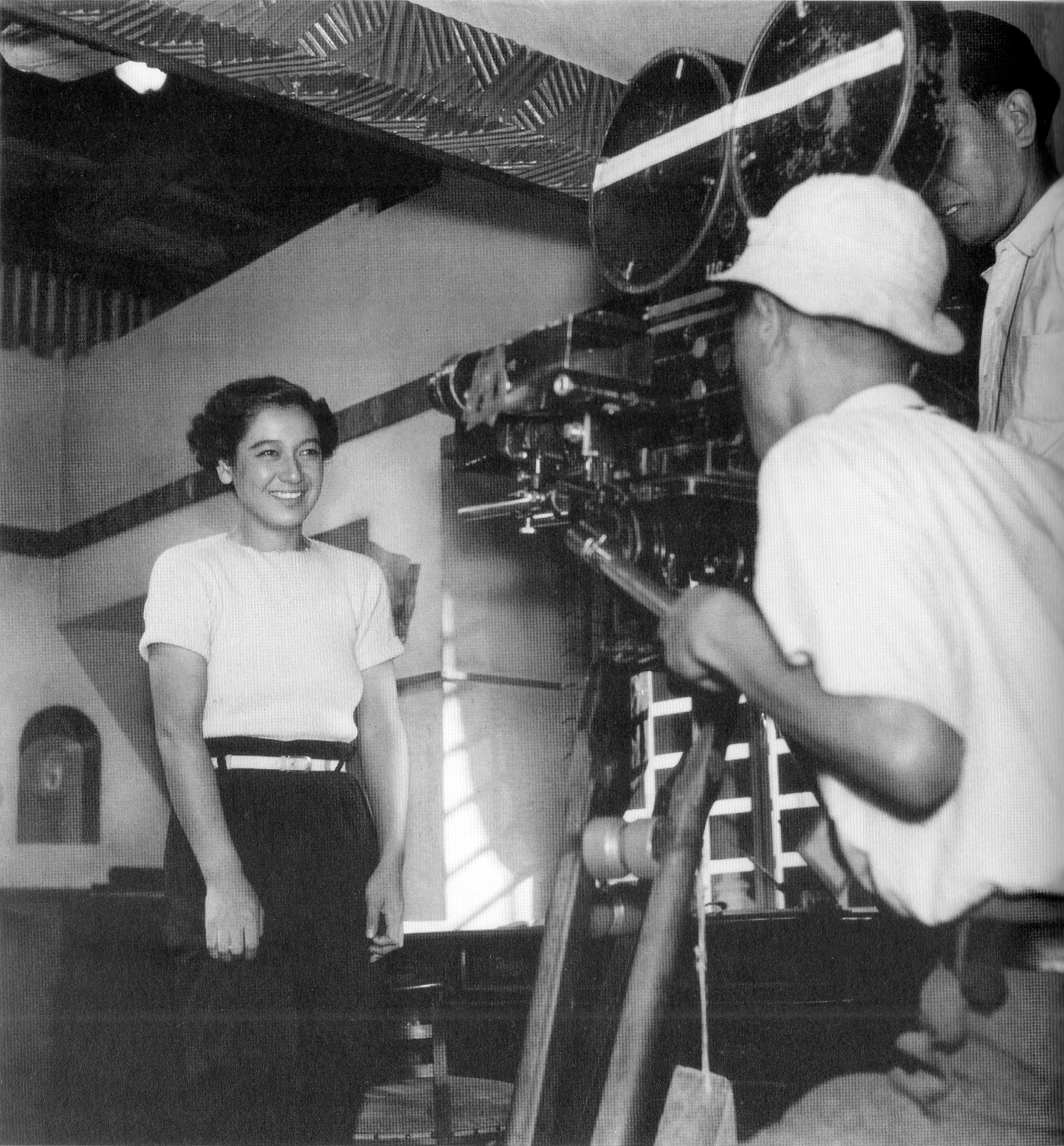
Setsuko Hara filmada por Asakazu Nakai y Akira Kurosawa en el set de rodaje de la película

Después de la rendición de Japón, la recién creada División de Información y Educación Civil —una de las divisiones del Departamento de Estado Mayor del Comandante supremo de las Potencias Aliadas— estableció pautas para la realización de «películas democratizadoras» que debían fomentar valores como la emancipación de la mujer, el respecto de los derechos civiles y la condena de los militaristas y los especuladores de la guerra. La productora y coguionista Keiji Matsuzaki había sido alumna del profesor Takigawa en la Universidad de Kioto y quería producir una película basada en el incidente de Takigawa. Matsuzaki trabajó en la trama junto con Eijiro Hisaita y Akira Kurosawa y luego viajó a Kioto en diciembre de 1945 para entrevistar a las personas involucradas en el incidente.
Los títulos iniciales de la película, que dan los antecedentes del incidente, mencionaban originalmente la responsabilidad de Ichirō Hatoyama, exministro de Educación. Kurosawa explicó más tarde que «la compañía Toho me dijo que borrara [el nombre de Hatoyama] porque hubiera sido molesto».
La película terminada era notablemente diferente del guion original de Hisaita, que Kurosawa consideraba superior. El comité de administración de producción del sindicato de trabajadores de Toho consideró que el guion era demasiado similar a uno del recién llegado Kiyoshi Kusuda, también basado en el caso de Hotsumi Ozaki. Kurosawa se vio obligado a reescribir la segunda parte de la película y se indignó cuando el comité se retractó una vez terminada la película.
La película se estrenó el 29 de octubre de 1946, cuando el sindicato estaba en huelga y la dirección tomó la decisión de estrenar la película en los cines Nikkatsu, a pesar de las protestas de los realizadores.

## Recepción

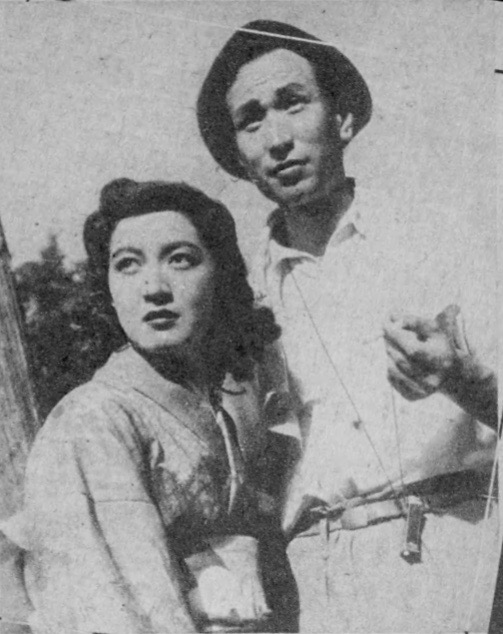
Setsuko Hara y Akira Kurosawa durante el rodaje de la película

La película fue recibida con entusiasmo por el público de la posguerra y la revista de cine Kinema Junpo la clasificó como la segunda mejor película de 1946. David Conde, de la Sección de Información y Educación Ciudadana, consideró la película como la mejor entre las que había realizado. Sin embargo, muchos críticos consideraron que el personaje de Yukie era demasiado excéntrico, exagerado e inhumano.
Dentro de la filmografía de Akira Kurosawa, el crítico de cine estadounidense Donald Richie menciona este filme como la primera de las películas de Kurosawa que considera «perfecta» y sostiene que los críticos japoneses se sintieron ofendidos por el mensaje individualista intransigente de la película. Además, Richie sostiene que la representación de los militares y los campesinos como antagonistas es una prueba de la «falta de implicación política» de Kurosawa tanto con la derecha como con la izquierda. Mitsuhiro Yoshimoto rechaza la caracterización que hace Richie de la película como apolítica a la luz de la participación de la Sección de Información y Educación Civil en la producción cinematográfica, la participación de Hisaita y Matsuzaki antes de la guerra en el movimiento artístico proletario y el interés personal de Matsuzaki en el incidente de Takigawa.
Nagisa Ōshima se sintió profundamente afectado por la película cuando la vio en su adolescencia, pero luego la criticó por transformar a las figuras históricas de Ozaki, un comunista, y Takigawa, que se oponían a los movimientos estudiantiles de posguerra, en defensores acérrimos del liberalismo, y por su falsa representación de la resistencia unida durante el incidente de la Universidad de Kioto, que en realidad era «una historia de cismas, sumisiones y conversiones tras conversiones». Ōshima sostiene que la película en última instancia absuelve al pueblo japonés de su responsabilidad por el militarismo en tiempos de guerra.

## Rediciones
Criterion Collection lanzó la película en DVD en Norteamérica como parte de dos cajas centradas en Kurosawa: Postwar Kurosawa de 2008, la séptima entrega de su serie Eclipse, y AK 100: 25 Films by Akira Kurosawa de 2009.